# Jak-12
Jak-12 (ros. Як-12) – radziecki samolot wielozadaniowy z 1947, skonstruowany przez biuro konstrukcyjne Aleksandra Jakowlewa, produkowany na licencji także w Polsce i używany m.in. w polskim lotnictwie wojskowym i cywilnym.

## Rozwój

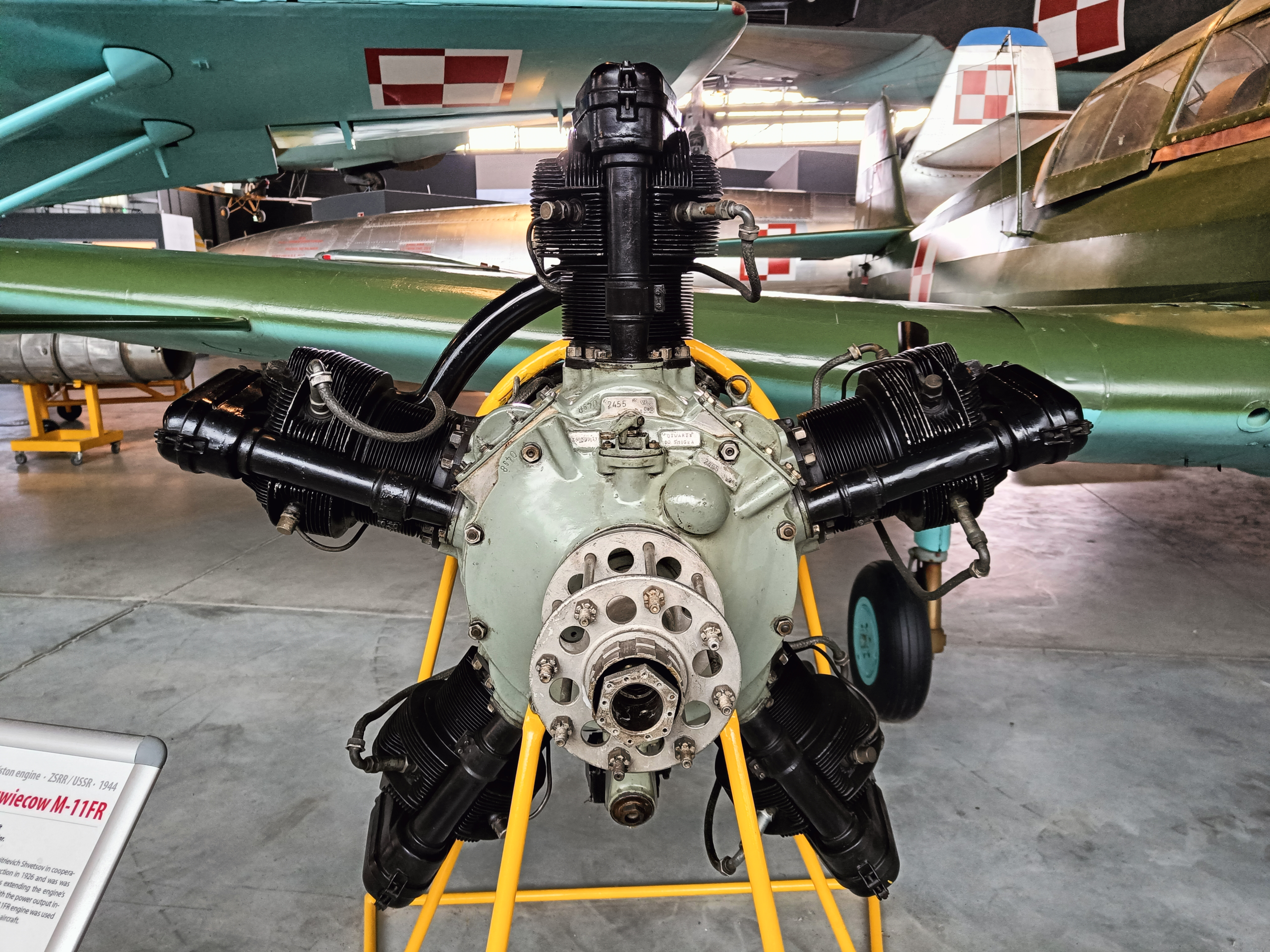
Silnik M-11FR eksponowany w MLP w Krakowie

Silnik AI-14R eksponowany w MLP w Krakowie

Samolot został skonstruowany przez biuro konstrukcyjne Aleksandra Jakowlewa w odpowiedzi na złożone w roku 1944 zapotrzebowanie na samolot wielozadaniowy, przeznaczony zarówno dla lotnictwa wojskowego jak i cywilnego. Miał służyć jako samolot łącznikowy, lekki samolot pocztowo-pasażerski i samolot szkolny w aeroklubach, częściowo zastępując przestarzały dwupłat Po-2 i budowany w małej serii przed wojną samolot Jakowlewa AIR-6. Jako pierwszy, Jakowlew zaprojektował 4-miejscowy górnopłat Jak-10 (oznaczony początkowo Jak-14), którego prototyp ukończono w styczniu 1945. Jednocześnie, zaprojektował oparty na tym samym kadłubie 4-miejscowy dolnopłat z chowanym podwoziem Jak-13. Oba samoloty posiadały silnik gwiazdowy M-11M o mocy 145 KM. Pomimo nieco gorszych osiągów, Jak-10 miał lepsze własności startu i lądowania i po próbach porównawczych, został skierowany do produkcji.
Po wyprodukowaniu niewielkiej serii samolotów Jak-10, w 1947 samolot przekonstruowano, wyposażając go w mocniejszy silnik M-11FR (160 KM), kadłub o nieco innym obrysie, większe usterzenie i nowe skrzydło ze stałymi slotami. Nowy samolot oznaczono Jak-12. Wyprodukowano następnie 788 sztuk podstawowego modelu Jaka-12, większość dla wojska w wersji łącznikowej i obserwacyjnej, a część samolotów w wersjach: sanitarnej Jak-12S, rolniczej Jak-12SCh i  wodnosamolotu Jak-12GR. Jak-12, podobnie jak Jak-10, odznaczał się 5-cylindrowym silnikiem gwiazdowym z indywidualnymi osłonami cylindrów, miał on konstrukcję mieszaną.
W latach 50. opracowano nową generację samolotu Jak-12, o konstrukcji całkowicie metalowej i z nowym silnikiem gwiazdowym AI-14R o mocy 260 KM, obudowanym tym razem jednolitą metalową osłoną. Nieco zwiększono też wymiary samolotu i wprowadzono 3 miejsca pasażerskie. Nową wersję, oznaczoną Jak-12R, przyjęto od 1952 do masowej produkcji. Po dalszym wzmocnieniu konstrukcji i innych drobnych zmianach, do produkcji w 1955 wprowadzono wersję zmodyfikowaną Jak-12M, różniącą się wizualnie płetwą przed statecznikiem pionowym. Samolot zyskał większą uniwersalność, mógł zostać w krótkim czasie przystosowany do zadań łącznikowych, sanitarnych lub rolniczych. Jak-12M stał się najliczniej produkowanym wariantem samolotu.
Ostatnią, produkowaną od 1957 wersją samolotu był ulepszony Jak-12A. Był on dopracowany aerodynamicznie; kadłub samolotu stał się bardziej wysmukły, zmniejszono przekrój osłony silnika. Dzięki temu poprawiły się osiągi i udźwig samolotu. Prostokątne skrzydło otrzymało trapezowy obrys końcówek, podparte było jednym zastrzałem zamiast dwóch i wyposażone w automatyczne sloty. Usterzenie poziome otrzymało obrys trapezowy zamiast prostokątnego. Wzbogacono wyposażenie pilotażowe i nawigacyjne samolotu, zamiast drążka sterowego zastosowano wolant. W ZSRR zbudowano łącznie 3801 samolotów Jak-12 (w tym 3013 wersji R, M i A).
Opracowano też wersję Jak-12B, zbudowaną w układzie dwupłata, z małymi dolnymi skrzydłami, lecz z powodu pogorszonych osiągów, pomimo polepszonych charakterystyk startu i lądowania, nie weszła ona do produkcji.
Samoloty Jak-12M budowano od 1956 na licencji w Polsce w wytwórni WSK-4 na Okęciu, a silniki AI-14R produkowano w WSK-Kalisz. Od 1959 w Polsce produkowano wariant Jak-12A. W Polsce zbudowano 1054 samoloty Jak-12M i 137 Jak-12A, z czego większość wyeksportowano do ZSRR. W 1958 opracowano w Polsce ulepszony wariant rozwojowy Jaka-12, produkowany jako PZL-101 Gawron.
Samolot Jak-12 produkowano na licencji także w Chinach pod nazwą Shenyang typ 5.

## Użycie
Samoloty Jak-12 weszły najpierw na wyposażenie radzieckiego lotnictwa wojskowego, jako samoloty łącznikowe i obserwacyjne do korygowania ognia artylerii. Następnie, zaczęły być wykorzystywane również w radzieckim lotnictwie cywilnym – do lotów pasażerskich i komunikacji, do szkolenia pilotów, skoków spadochronowych i holowania szybowców w aeroklubach DOSAAF, oraz w lotnictwie sanitarnym i rolniczym.
Poza ZSRR samolotów tych używano m.in. w Czechosłowacji, Jugosławii i na Węgrzech, w lotnictwie cywilnym i wojskowym. W Chinach używano samolotów licencyjnych.

### W Polsce

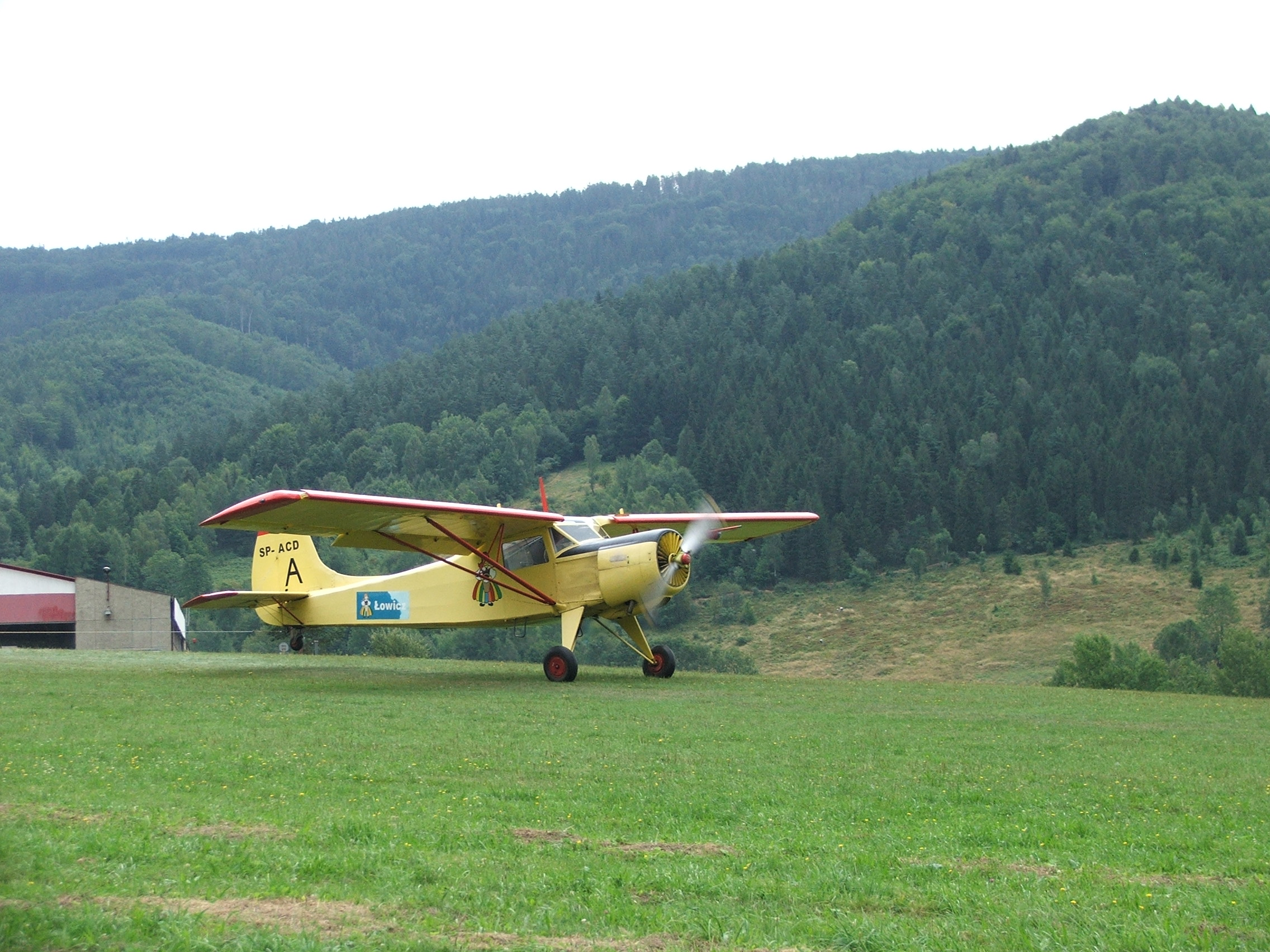
Polski cywilny Jak-12M startuje

Pierwsze samoloty w wersji Jak-12 trafiły do polskiego lotnictwa wojskowego w 1951. Od 1956 wprowadzono na uzbrojenie nieliczne samoloty Jak-12R, produkcji radzieckiej. W większej liczbie 51 egzemplarzy weszły na wyposażenie polskiego lotnictwa wojskowego. W 1956 WSK-Okęcie otrzymało zamówienie na produkcję licencyjnych zmodyfikowanych samolotów Jak-12M napędzanych 9-cylindrowym silnikiem gwiazdowym AI-14R, produkowanym w WSK-Kalisz. W latach 1956–1960 WSK-Okęcie wyprodukowało w sumie 1054 samoloty. Część z nich (27 samolotów) była w wersji do szkolenia pilotów, z podwójnymi sterownicami, oznaczana także jako UJak-12M. Od 1959 polskie lotnictwo eksploatowało także 32 samoloty Jak-12A. W polskim lotnictwie wojskowym samoloty Jak-12 używane były do zadań łącznikowych, patrolowych, transportu pasażerów i ładunków oraz do celów sanitarnych. Większość przekazano do lotnictwa cywilnego lub wycofano w latach 60. i 70., pozostałe w latach 80. Aeroklub PRL otrzymał pierwszy samolot w wersji Jak-12 od wojska w 1952 (o znakach SP-ASZ). Kolejne samoloty w wersjach Jak-12M i Jak-12A trafiły do lotnictwa cywilnego, głównie aeroklubów, dopiero od 1956, kiedy podjęto produkcję ich w Polsce. Od 1963 również wojsko zaczęło przekazywać swoje samoloty do lotnictwa cywilnego. W  lotnictwie sanitarnym od 1956 używano 18 samolotów Jak-12A i 3 Jaki-12M. W 1983 w Polsce wciąż latało 38 cywilnych Jaków-12M i 18 Jaków-12A. Część samolotów tego typu używana jest w dalszym ciągu, głównie w aeroklubach do szkolenia, lotów pasażerskich lub holowania szybowców (2014). W 1958 opracowano w Polsce ulepszony wariant rozwojowy Jaka-12M, produkowany jako PZL-101 Gawron. Egzemplarz samolotu Jak-12(SP-CFO) z silnikiem M-11 FR, wyprodukowany w 1952 w ZSRR i sprowadzony do Polski, a następnie przekazany przez wojsko Aeroklubowi PRL, został poddany próbom wytrzymałościowym oraz próbom w locie w celu oceny przydatności tej konstrukcji do holowania szybowców. Orzeczenia Instytutu Lotnictwa stwierdzały, że konstrukcja kadłuba nie spełnia wymaganych warunków technicznych do wykorzystania maszyny do tego celu. Samoloty Jak-12 z silnikiem M-11 FR będące w posiadaniu APRL dopuszczone były jedynie do lotów treningowych i pasażerskich. W połowie 1959 Zakład Wytrzymałości Instytutu Lotnictwa kierowany przez inż. Tadeusza Chylińskiego przeprowadził kontrolne kompleksowe próby statyczne w celu sprawdzenia jakości i zgodności wykonania samolotu Jak-12M z wymaganymi warunkami technicznymi.

## Opis konstrukcji

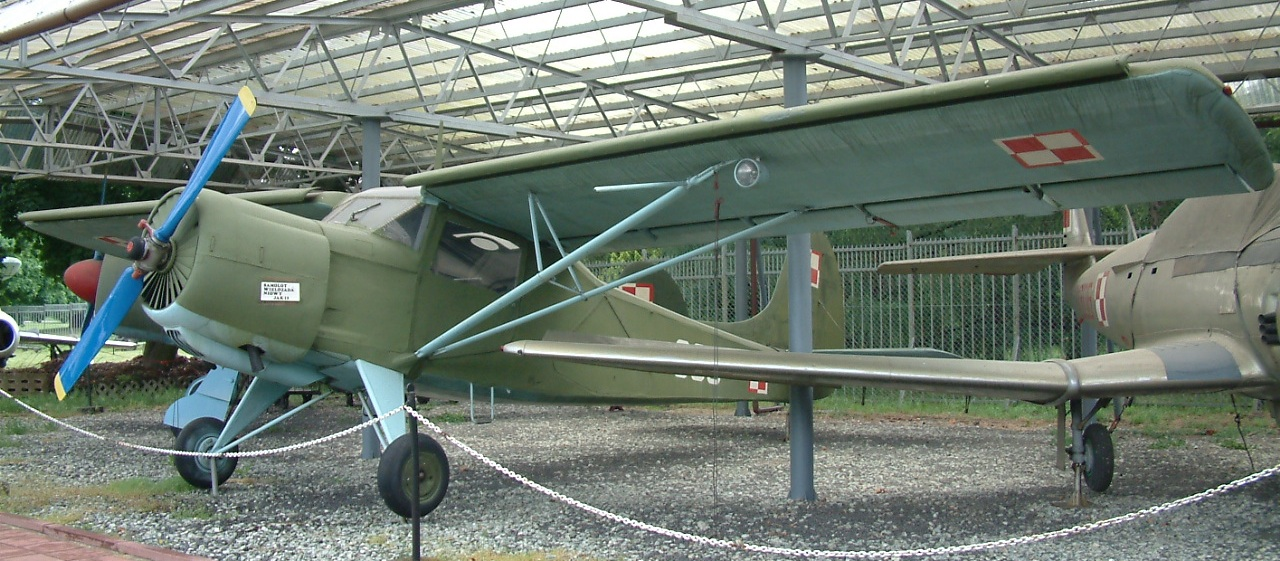
Jak-12 w Muzeum Uzbrojenia w Poznaniu

Jednosilnikowy górnopłat zastrzałowy konstrukcji metalowej (Jak-12R, M, A) lub mieszanej (Jak-12). Kadłub w wersjach R, M i A: kratownica z rur stalowych, kryta w przedniej części blachą duralową, w tylnej płótnem. Skrzydła o obrysie prostokątnym (w wersji Jak-12A – z trapezowymi końcówkami), konstrukcji metalowej, kryte duralem i płótnem. Usterzenie klasyczne. Skrzydło wyposażone w klapy i sloty (stałe we wczesnych wersjach, automatyczne w Jak-12A). Zakryta przeszklona kabina czteromiejscowa (w wersji Jak-12 – dwu lub trzymiejscowa) z dwoma fotelami z przodu i kanapą z tyłu. Niektóre wersje miały podwójne sterownice. Podwozie samolotu stałe, klasyczne, z kółkiem ogonowym. Bez uzbrojenia. Samolot był wyposażony w radiostację.
Silnik gwiazdowy, w wersji Jak-12: 5-cylindrowy M-11FR o mocy nominalnej 140 KM i startowej 160 KM (118 kW); w wersjach Jak-12R, M i A: 9-cylindrowy AI-14R o mocy nominalnej 220 KM (161 kW) i startowej 260 KM (191 kW). Silnik w nosie kadłuba. W wersji Jak-12 cylindry z indywidualnymi oprofilowaniami; w wersjach z silnikiem AI-14R silnik w cylindrycznej osłonie, przepływ powietrza regulowany żaluzją. Śmigło dwułopatowe o regulowanym skoku. Dwa zbiorniki paliwa w skrzydłach o łącznej pojemności 225 l.

## Inne dane techniczne (nie ujęte powyżej)
Dla Jaka 12M, w nawiasie różnice dla Jaka 12A.
- obciążenie skrzydła – 61 kg/m² (70 kg/m²).